# Makalu
Il Makalu (chiamato ufficialmente in Nepal मकालु; in Cina Makaru; in cinese: 马卡鲁山, in Pinyin: Mǎkǎlǔ Shān) è la quinta montagna più alta della Terra con i suoi 8.463 m s.l.m. (o anche 8.462 m a seconda delle fonti). Appartiene alla catena dell'Himalaya ed è localizzato sul confine tra Nepal e Tibet, circa 22 km a est dell'Everest.

## Toponimo
Il significato del nome Makalu non è ancora oggi chiaro. L'ipotesi più accreditata è quella di una storpiatura del termine sanscrito Maha – kala (grande tempo), uno degli appellativi con cui era chiamata la divinità indù Shiva, secondo altre interpretazioni il nome deriverebbe da un termine tibetano che tradotto significa "grande nero" con evidente riferimento al colore dei graniti scuri visibili sui versanti della montagna.

## Conformazione
Il Makalu è un picco isolato dall'aspetto imponente: è infatti costituito da una piramide quasi perfetta con quattro creste taglienti. È considerato fra le più difficili montagne da scalare a causa della completa esposizione delle sue pareti ai venti. Poche sono le scalate effettuate ed è uno degli ultimi ottomila ad essere stato scalato in inverno.
Circa 3 km a nord-nordovest della vetta principale e separata da essa da una sella chiamata colle del Makalu (Makalu La), si trova la vetta secondaria del Kangchungtse (chiamato anche Makalu II), di 7.678 m s.l.m.; un'altra sella separa invece il Kangchuntse dal Chomo Lönzo (7.815 m s.l.m.). Ad est della vetta principale si trova la cima secondaria chiamata Makalu Sud-Est (8.010).
Il Makalu è compreso nell'area protetta del parco nazionale del Makalu-Barun.

## Ascensioni

### Primi tentativi
Il primo tentativo di scalata al Makalu fu fatto nella primavera del 1954 da una spedizione statunitense guidata dallo scienziato appassionato di alpinismo William Siri (1919-2004). La spedizione affrontò la parete sud-est ma si fermò a quota 7.100. Una spedizione neozelandese, alla quale partecipò anche Sir Edmund Hillary, tentò nella stessa primavera del 1954 di raggiungere la cima della montagna, ma anch'essa non ebbe successo a causa delle condizioni meteorologiche. Nell'autunno del 1954, una spedizione di ricognizione francese riuscì a scalare le vette secondarie del Kangchungtse (22 ottobre: Jean Franco, Lionel Terray, Sirdar Gyaltsen Norbu) e del Chomo Lönzo (30 ottobre (?): Jean Couzy e Terray).

### Prima ascensione
La vetta del Makalu infine fu definitivamente conquistata il 15 maggio 1955 da Lionel Terray e Jean Couzy, appartenenti ad una spedizione francese condotta da Jean Franco, Guido Magnone e Sirdar Gyaltsen Norbu che lo raggiunsero il giorno seguente, seguiti da Bouvier, da S. Coupe, da Leroux e da A. Vialatte. La squadra francese lo affrontò dalla parete nord e dalla cresta di nordest, attraverso la via della sella situata tra il Makalu ed il Kangchungtse (Makalu-La) da quel momento chiamata "via francese".

### Prima ascensione femminile
La prima ascensione femminile fu compiuta il 18 maggio 1990 dalla statunitense Kitty Calhoun Grissom.
La prima donna italiana a salire il Makalu è stata Cristina Castagna, che ha raggiunto la vetta il 12 maggio 2008.

### Prima ascensione invernale
La prima ascensione invernale è stata compiuta il 9 febbraio 2009 da Simone Moro e Denis Urubko.
Il 27 gennaio 2006 lo scalatore francese Jean-Christophe Lafaille scomparve sul Makalu tentando la prima salita invernale, anche in solitaria.

### Altre ascensioni
La prima ascesa della parete sud-est fu tentata dagli americani e poi eseguita con successo da Y. Ozaki e A. Tanaka appartenenti ad una spedizione giapponese il 23 maggio 1970. La via più tecnica, rappresentata dalla parete ovest, detta via Pillar fu tentata nel maggio 1971 dai francesi B. Mellet and Y. Seigneur.[2]. La seconda ascesa alla parete ovest via Pillar fu eseguita con successo nel maggio 1980 da John Roskelley, Chris Kopczynski, James States e Kim Momb, senza aiuto di portatori sherpa e senza ossigeno.
Il cammino per raggiungerne la base non è semplice: è infatti la montagna che implica il superamento del maggior dislivello, visto che si parte dai 470 metri da Thumlingtar per arrivare ai 8.462 metri della vetta. Il lungo trekking di avvicinamento implica inoltre un continuo saliscendi che mette a dura prova gli alpinisti che si dirigono verso il campo base, spesso non ancora perfettamente acclimatati nel primo stadio della spedizione.
Il 18 maggio 2004, lo scalatore ucraino Vladislav Terzyul vi ha trovato la morte; non si sa con certezza se avesse raggiunto la cima, per questo la sua presenza nella lista di coloro che hanno scalato tutti gli Ottomila è dibattuta.

## Galleria d'immagini

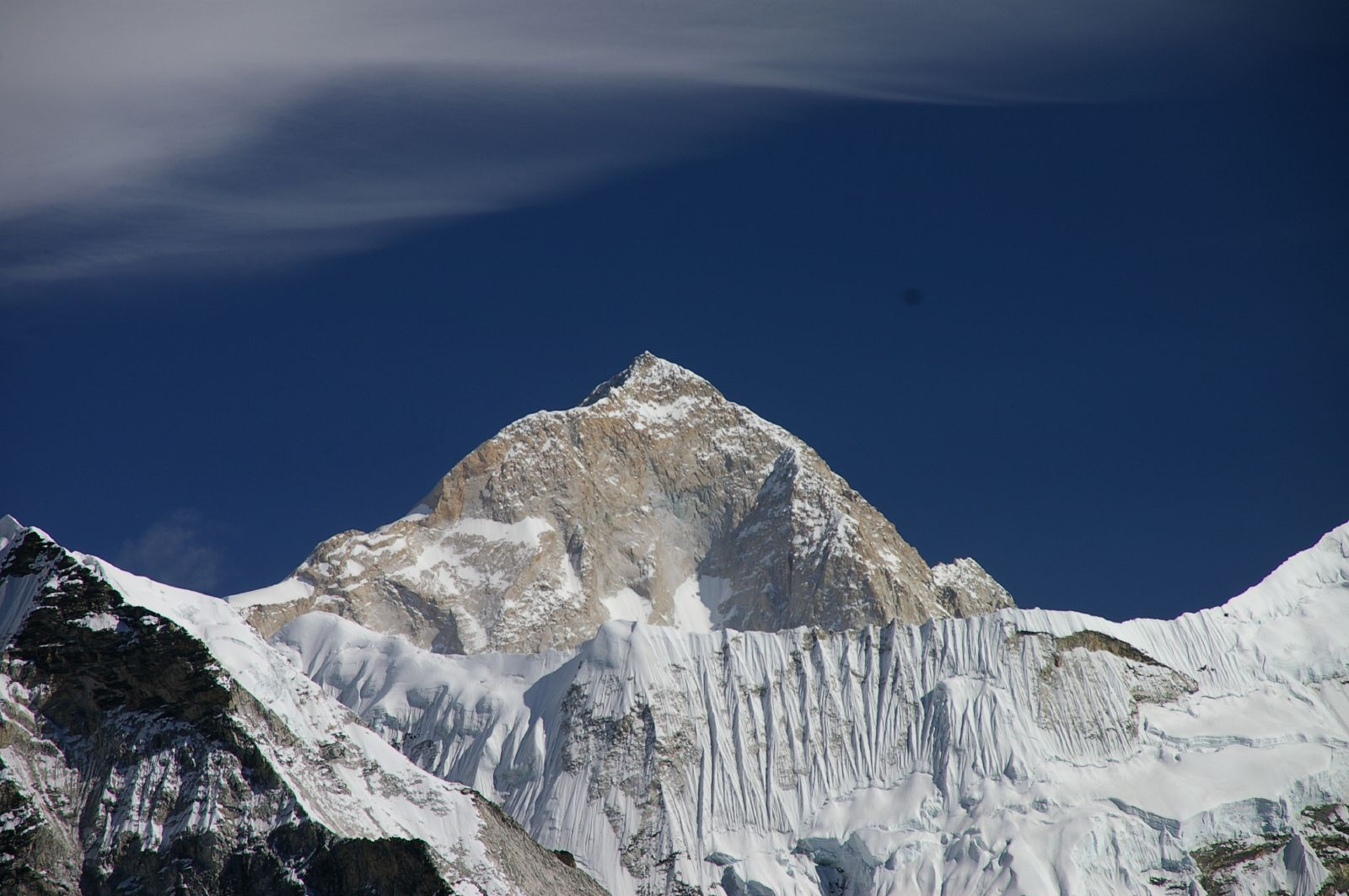
La parete ovest, nepalese
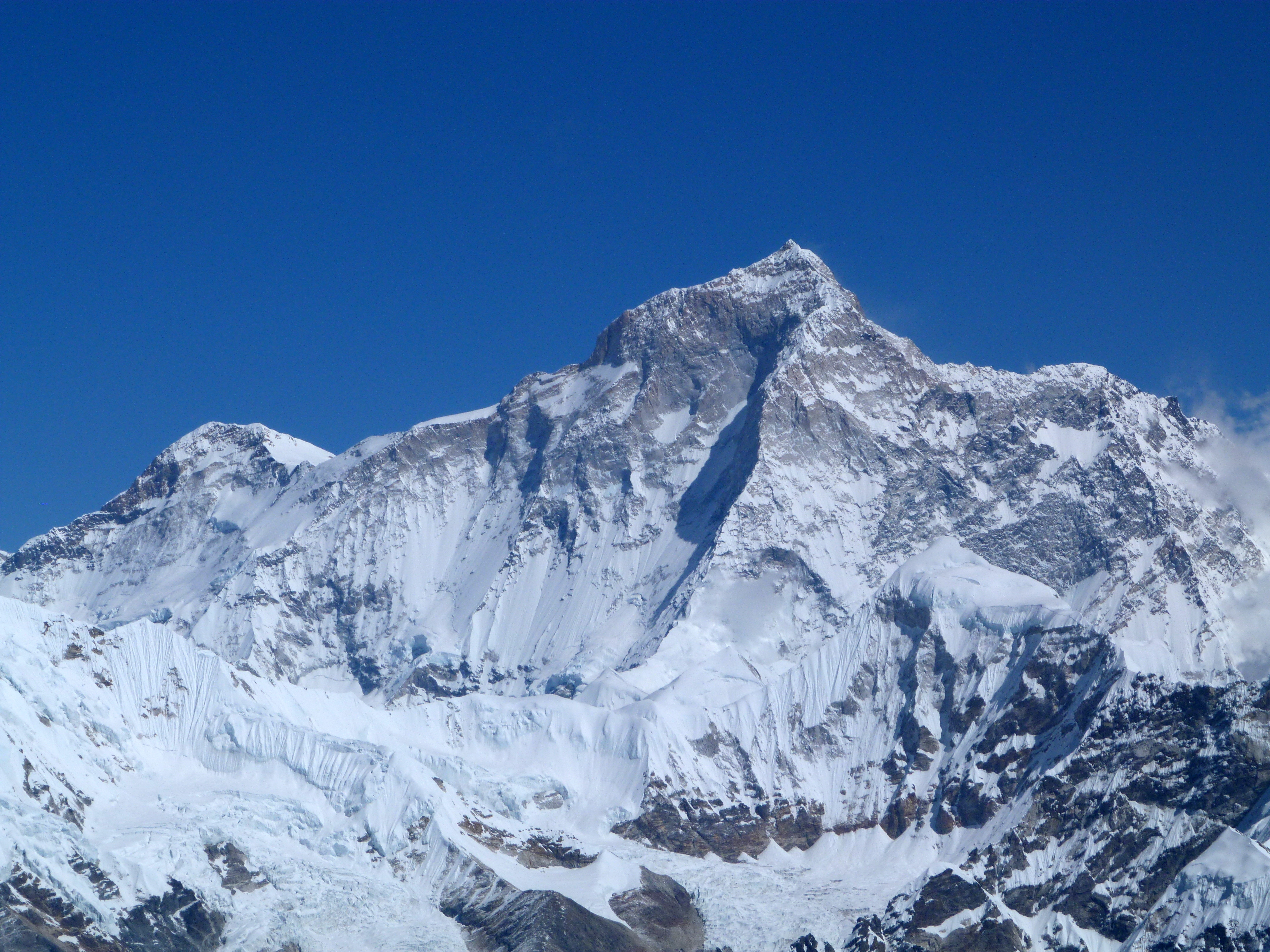
Le pareti ovest e sud, nepalesi, separate dal pilastro ovest
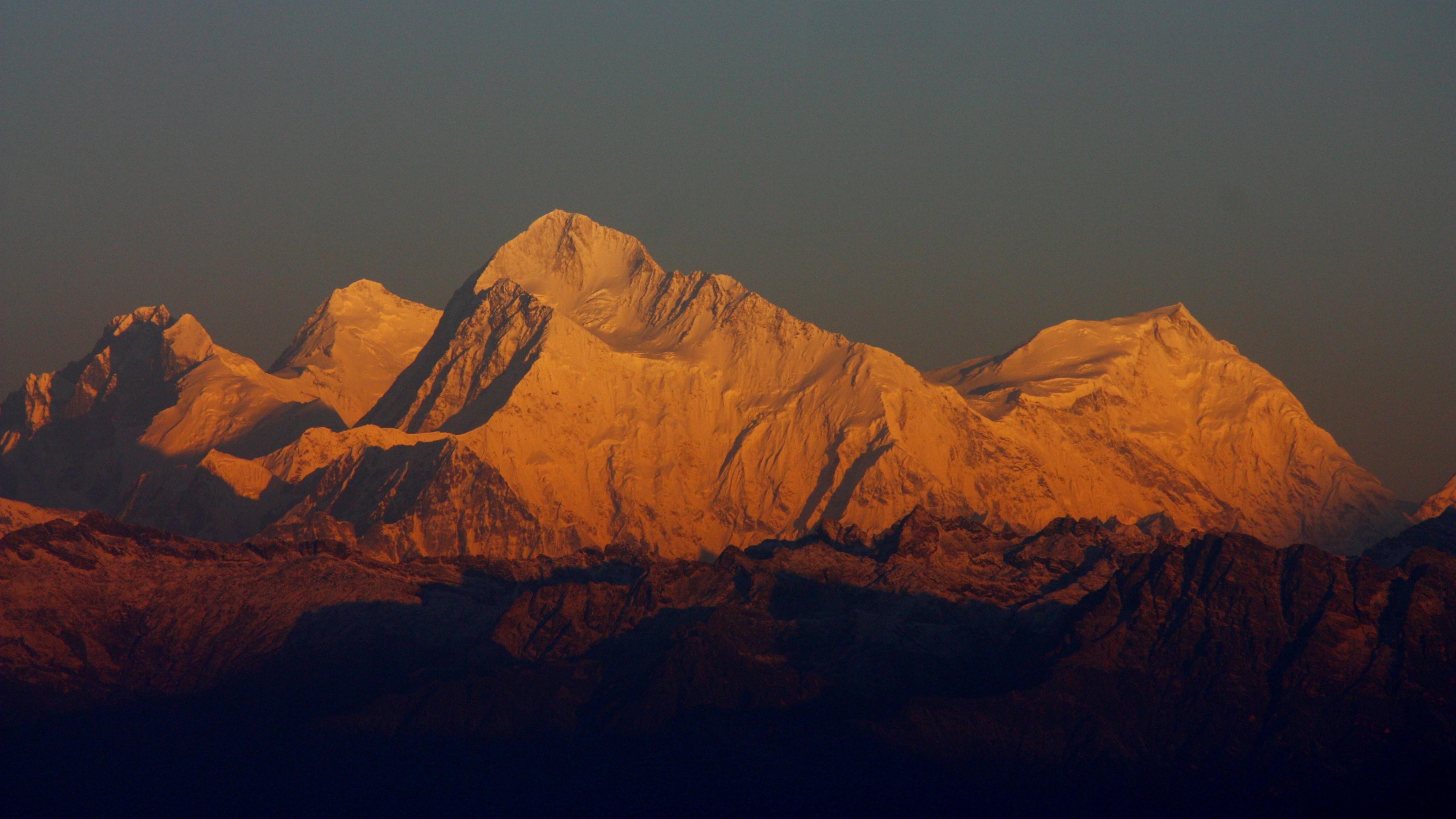
Il versante est, cinese, al centro della foto; ai lati anche il Lhotse, l'Everest e il Chomo Lonzo.